# Totila

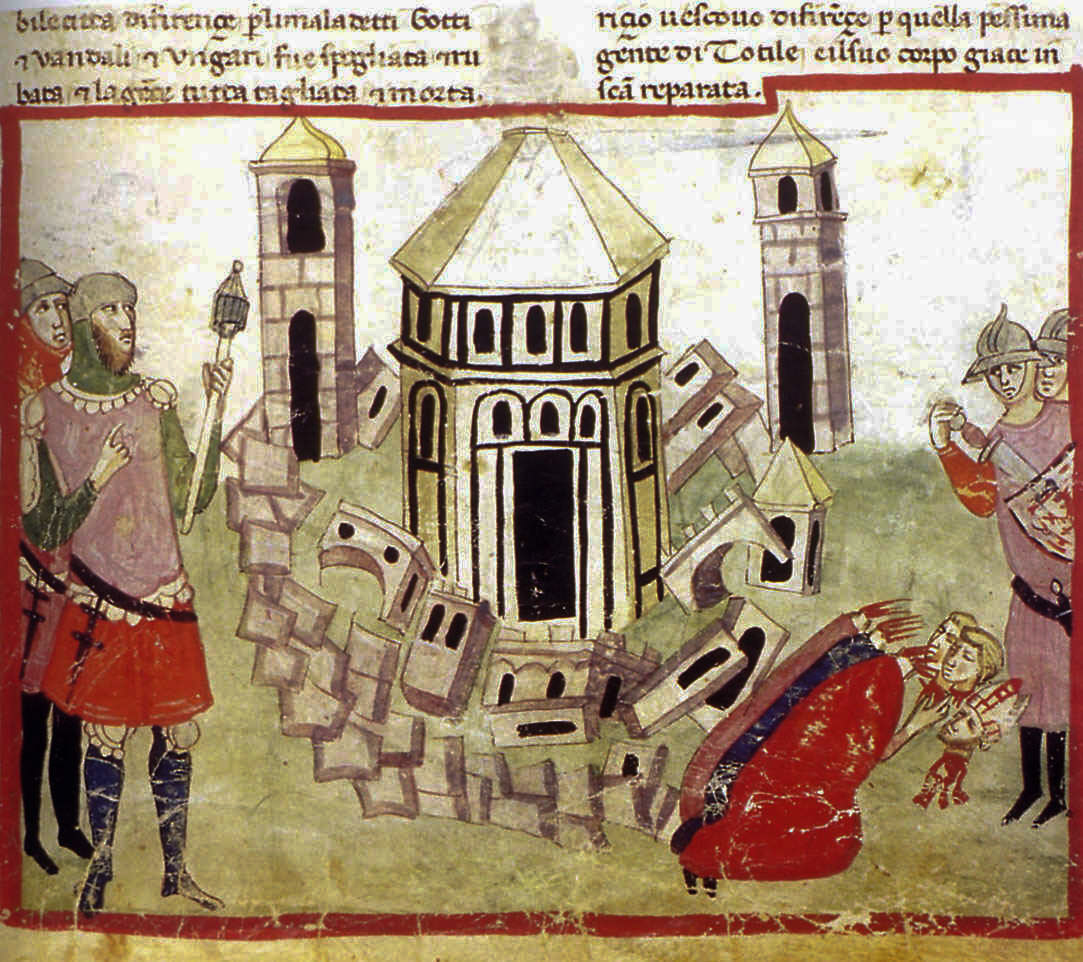
Totila slecht de muren van Florence: verluchting uit het manuscript van Chigi van de Cronica van Villani.

Totila (nu Treviso, ? - bij Taginae, 552) was een koning van de Ostrogoten.
Hij werd geboren in wat nu Treviso genoemd wordt. Hij werd tot koning van de Ostrogoten gekozen na de dood van Ildibad en de moord op diens opvolger Erarik (541), waar Totila zelf bij betrokken was. De Byzantijnse historicus Procopius die Belisarius vergezelde in zijn strijd tegen de Goten noemde hem ‘Totila’; een pseudoniem voor Totila’s echte naam: Baduila, wat blijkt uit de munten die hij liet slaan.

## Geschiedenis
Zijn levenswerk was het herstellen van het Gotische koninkrijk in Italië. Al vanaf het begin van zijn regeerperiode mobiliseerde hij de Goten tegen Rome. Hij verijdelde de herinname van het Gotische bolwerk Verona, overigens mede veroorzaakt door vertragingen bij het leger van de keizer. In de slag bij Faventia wist Totila een beslissende overwinning te halen op de legers van Justinianus I.
Nadat hij in 542 opnieuw een belangrijke overwinning behaalde was Toscane stevig in handen van de Goten. De Byzantijnse legers trokken zich terug op Perusia, Spoleto en Rome.
Totila besloot daarop Centraal-Italië met rust te laten, omdat zijn kleine leger niet opgewassen was tegen de Byzantijnse troepenmacht. Hij verplaatste zijn militaire acties naar het zuiden van Italië en veroverde daar Beneventum en onderwierp het gebied van Lucania en Bruttii, en Apulia en Calabria. Zo’n beetje het hele zuiden was nu in handen van Totila: belastingopbrengsten die eerder naar Rome vloeiden, kwamen nu in handen van Totila.
Het was Totila’s strategie om zich snel te verplaatsen en bezit te nemen van het platteland. De goed verdedigde steden en havens liet hij aan de Byzantijnen over. Met zijn snelle bewegingen wist hij zo’n groot deel van Italië te beheersen dat het Belisarius lange tijd onmogelijk gemaakt werd om voet op Italiaanse bodem te zetten.
Toch werd Totila door de omstandigheden gedwongen het beleg voor Napels te slaan. Justinianus was gealarmeerd maar slaagde er niet in de briljante generaal Belisarius naar Italië te laten overkomen. Een poging om Napels vanuit zee te ontzetten mislukte omdat Totila lucht kreeg van de plannen. Een tweede poging mislukte toen een storm de vloot van de Byzantijnen uiteenwierp. De bevelhebber van de vloot, Demetrius, kwam in handen van Totila. Die toonde zich zo genadig ten opzichte van de in het nauw gebrachte Romeinen dat het garnizoen van Napels zijn poorten opende voor de Goten. Volgens Procopius stelde Totila een rigide voedselprogramma in voor de uitgehongerde Napolitanen. Hij wist dat het niet goed was om hongerende mensen te overladen met voedsel en stelde daarom een strakke rantsoenering in. De inwoners van Napels werd het onmogelijk gemaakt de stad te verlaten en kregen gedurende enige tijd een oplopende hoeveelheid voedsel zodat ze hun kracht langzaam konden opbouwen.
De komende jaren besteedde Totila zijn tijd aan het bestendigen van de situatie in Zuid-Italië. In Centraal-Italië echter liep de zaak voor de Byzantijnen langzaam uit de hand. Keizerlijke troepen kregen niet langer soldij en plunderden het platteland. Voor Totila was dit mede een reden om zich op Rome te richten. Een schikkingsaanbod van Totila aan de Romeinse senaat voor overgave van de stad werd echter afgewezen. Aan het eind van 545 maakte Totila zich daarom op om Rome uit te hongeren. Tevens begon hij met voorbereidingen om de optrekkende Belisarius onder controle te houden.
Paus Vigilius wist naar Syracuse te vluchten en organiseerde vanuit daar een voedselhulp-programma voor het hongerende Rome. De vloot die het graan naar Rome moest brengen werd echter onderschept door de Gotische vloot. De keizerlijke vloot die zich op dat moment in de monding van de Tiber bevond kon zich maar nauwelijks uit de voeten maken. Rome moest zijn deuren openen voor Totila.
Rome werd geplunderd, hoewel Totila zijn dreigement om Rome te veranderen in een weidegebied voor veedieren niet uitvoerde. Kort na het vertrek van de Goten werden de fortificaties van Rome hersteld en Totila was gedwongen om Rome opnieuw te belegeren. Dit keer faalde hij en werd verslagen door Belisarius. De Byzantijnse generaal buitte zijn voordeel niet uit. Integendeel. Totila slaagde erin om diverse Italiaanse steden, waaronder Perugia, in te nemen. Belisarius reageerde niet en werd teruggeroepen uit Italië. In 549 keerde Totila zich opnieuw tot Rome. Met behulp van enkele uitgehongerde Romeinen wist hij de stad in te nemen.
Totila bevond zich nu op het toppunt van zijn macht. Hij veroverde Sicilië, Corsica en Sardinië. Keizer Justinianus had echter maatregelen genomen na het verlies van Belisarius. Operaties tegen de Goten werden nu toevertrouwd aan Narses. In de Slag bij Taginae in 552 werd Totila verslagen en kwam hijzelf om. Een jaar later was Byzantium opnieuw in het bezit van Italië.
Achiulf · Alatheus · Athalarik  · Andag · Amalasuntha · Athanarik · Erarik · Ermanarik · Ildibad · Odotheus . Radegast · Safrax · Teia · Theodahad · Theodorik de Grote · Theodorik de Oudere · Thiudimir · Totila · Valamir · Videricius · Vidimir · Vithimiris · Witiges